# 그라보보 (크로아티아)
그라보보(크로아티아어: Grabovo)는 크로아티아 부코바르스리옘주 톰포예브치 마을에 있었던 옛 정착지이다. 2개 지역인 오브차라(Ovčara)와 야코보바츠(Jakobovac)로 나누어져 있으며 북쪽 지역은 부코바르 시 지역으로 2011년 기준 47명이 거주하고 있으며 남쪽은 톰포예브치의 행정구역으로 2011년 기준 아무도 살고 있지 않는 지역이다.
오브차라에는 1991년 크로아티아 독립 전쟁 당시 오브차라 수용소와 오브차라 학살이 일어난 곳으로 알려져 있다.